# Ilyushin Il-114
O Ilyushin Il-114 (em Russo Илью́шин Ил-114) é um avião comercial Russo bimotor turboélice projetado para voos regionais. Da mesma classe que o Antonov An-24, voou pela primeira vez em 1990. Até o momento, 20 Il-114 foram produzidos.

## Histórico Operacional
Os operadores atuais são a empresa aérea Vyborg na Rússia e a Uzbekistan Airways no Uzbequistão.

## Operadores
Rússia
- Vyborg Airlines (2 aeronaves) [3]

 Uzbequistão
- Uzbekistan Airways (6 aeronaves até Julho de 2011) [4]

## Versões
- Il-114 – Primeiro modelo de produção
- Il-114-100 – Voou pela primeira vez em 26 de Janeiro de 1999 em Tashkent. Incluía dois PW-127 produzidos pela Pratt & Whitney Canada. Capacidade para 64 passageiros
- Il-114-120 – Nesta versão, incorporou dois PW-127H produzidos pela Pratt & Whitney Canada. Capacidade para 64 passageiros

- Il-114-300 – Nova e atual variante em desenvolvimento com dois motores Klimov TV7-117SM. A fuselagem é mais curta, transportando de 52 a 68 passageiros.

- Il-114T – Versão de transporte de cargas. Il-114T iniciou os testes para certificação em Março de 2001. Duas aeronaves foram produzidas até Abril de 2001
- Il-114P – Versão de Patrulha Marítima
- Il-114MP – Versão de Patrulha Marítima e Ataque
- Il-114FK – Reconhecimento militar, aeronave para aerofotogrametria
- Il-114PR – SIGINT/AEW
- Il-140 – AWACS
- Il-140M – Patrulha Marítima, monitoramento ecológico, busca e salvamento

## Acidentes
- Em 1999, uma versão cargueira do Ilyushin Il-114 se acidentou durante testes.[5]
- Em 5 de Julho de 1993, um exemplo de teste do Ilyushin Il-114 se acidentou durante o pouso, devido a um erro da tripulação que não seguiu o checklist antes da decolagem e ambos motores estolaram na redução de potência durante o início da subida. 7 de 9 tripulantes foram mortos.[6]